# Хапоэль Бней-Лод
«Хапоэль» Бней-Лод (ивр. הפועל בני לוד‎) — израильский футбольный клуб из города Лод. Основан в 1980 году. Ныне выступает в первой лиге Израиля.

## История
В начале сезона 2005/06 главным тренером был назначен Якобс Ведодис. После неудач в начале сезона, он подал в отставку и Яаков Гилель занял его место. Бней Лод закончили сезон на первом месте и выиграли Национальную Лигу, наряду с Маккаби Ахи Назарет. Группа замечательных достижений завершилась, когда Хапоэль выиграл три лиги в течение трех лет: начиная с Лиги B и заканчивая Национальной лигой. Также успех был достигнут в национальном кубке, когда команда обыграла Хапоэль Рамат-Ган и Бейтар Шимшон Тель-Авив.

## Достижения
- Liga Artzit
  - Чемпион: 2005-06
- Liga Alef
  - Чемпион Южного дивизиона: 2004-05
- Liga Bet
  - Чемпион Южного дивизиона Б: 2003-04
- Обладатель Суперкубка Израиля: 1984

## Известные игроки
- Владислав Гершман